# ‘Atlit (ort)
‘Atlit (hebreiska: עתלית) är en ort i Israel.   Den ligger i distriktet Haifa, i den norra delen av landet. ‘Atlit ligger 22 meter över havet och antalet invånare är 4 500.
Terrängen runt ‘Atlit är platt söderut, men åt nordost är den kuperad. Havet är nära ‘Atlit västerut.Runt ‘Atlit är det tätbefolkat, med 570 invånare per kvadratkilometer. Närmaste större samhälle är Haifa, 15,0 km norr om ‘Atlit. 